# ليز غيرفيه
ليز غيرفيه هي رسامة كندية، ولدت في 2 سبتمبر 1933 في Saint-Césaire, Quebec ‏ في كندا، وتوفيت في 30 أبريل 1998 في مونتريال في كندا.